# Atanas Golomeev
Atanas Golomeev (en búlgaro: Атанас Голомеев; Sofía, Bulgaria; 5 de julio de 1947 - 12 de agosto de 2023) fue un baloncestista y entrenador de baloncesto búlgaro que jugó en la posición de pívot.

## Carrera

### Club
| Período   | Club               |
| --------- | ------------------ |
| 1965–1968 | PBC CSKA Sofia     |
| 1969–1974 | PBK Academic Sofia |
| 1974–1981 | BC Levski Sofia    |
| 1981–1983 | Adana Demirspor BK |
| 1983–1984 | BK Levski Sofia    |

### Entrenador
Dirigió al BK Levski Sofia de 1985 a 1986.

## Logros

### Club
- Liga de Baloncesto de Bulgaria (10): 1967, 1968, 1970, 1971, 1972, 1973, 1978, 1979, 1981, 1982.
- Copa de baloncesto de Bulgaria (4): 1976, 1979, 1982, 1983.

### Entrenador
- Liga de Baloncesto de Bulgaria (1): 1986.

### Individual
- Máximo anotador del EuroBasket (2): 1973,[3] 1975.[4]
- Equipo Ideal del EuroBasket (4): 1971, 1973, 1975, 1977.

### Reconocimientos
- 50 mejores jugadores FIBA (1991)
- Salón de la Fama FIBA en 2019